# Kuzaran
Kūzarān (farsi کوزران) è una città iraniana dello shahrestān di Kermanshah, circoscrizione di Kuzaran, nella provincia di Kermanshah. Aveva, nel 2006, una popolazione di 3.759 abitanti. 